# Теннис на летней Универсиаде 2013
Соревнования по теннису на XXVII Всемирной Летней Универсиаде прошли с 8 по 16 июля 2013 года в Казани, Россия, выявив обладателей 7 комплектов наград.

## Общая информация
В 2013-м году теннис в 25-й раз входит в программу летних Универсиад.
Хозяева турнира заявили на турнир своих нескольких сильнейших теннисистов: в женской части приняли участие Елена Веснина и Анастасия Павлюченкова, а в мужской — Андрей Кузнецов. Из других более-менее заметных представителей профессионального тура в соревнованиях приняла участие Луксика Кумкхум из Таиланда и Полина Пехова из Беларуси.

## Обзор
Мужской одиночный разряд не вызвал большого интереса ни у одной федерации. Лидер посева — россиянин Константин Кравчук — числился накануне турнира лишь 173-й ракеткой мира. Дополнительную интригу соревнованию придало участие в нём чемпиона прошлых игр: корейца Лим Ён Гю. Именно в споре этих двоих, в итоге, выявился победитель турнира: они были посеяны в одной половине и уверенно дошли друг до друга, не отдав по пути ни сета; в полуфинале Лим дважды сделал брейки в концовках сетов и выиграл сначала локальный спор за место в финале, а затем, переиграв мадагаскарца Анцо Ракотондрамангу, и второй подряд титул.
Женский одиночный разряд был немногим более представителен: формальным первым номером посева стала казахстанская теннисистка Ярослава Шведова, а вторым — уже неплохо проявившая себя во взрослом туре Луксика Кумкхум из Таиланда; впрочем ни одна из них не добралась до медалей: залечивающая травму Шведова в последний момент снялась с игр, а Кумкхум уступила уже в первом матче. Воспользовавшись неудачами лидеров в борьбу за медали вступили другие люди: некогда одна из сильнейших юниорок мира Сатиэ Исидзу воспользовалась отказом казахстанской спортсменки и уверенно выиграла свою половину сетки, а её соперницей в финале стала выпускница NCAA Сабрина Сантамария: американка во втором круге обыграла Кумкхум, затем взяла верх над Лаурой Зигемунд, а в борьбе за место в финале нанесла поражение японке Хироко Кувате, ранее лишившей турнир двух юных надежд постсоветского пространства: Маргариты Гаспарян и Илоны Кремень. В финале Исидзу уверенно обыграла Сантамарию, позволив себе в какой-то момент даже проиграть пять геймов подряд.
Соревнование мужских пар получилось весьма предсказуемым: первая четвёрка посева уверенно вышла в полуфинал, проиграв на всех лишь сет. В финальной части турнира пара тайваньских китайцев доказала своё преимущество над соперниками в сыгранности и классе действий: сначала не пустив Лим Ён Гю к парному «золоту», а затем не дав реабилитироваться и Константину Кравчуку.
В женском парном разряде хозяева заявили двух весьма конкурентоспособных даже на любых турнирах профессионального тура теннисисток: Елена Веснина и Анастасия Павлюченкова не дали никому усомниться в своём статусе и уверенно завоевали золотые медали, переиграв в четвертьфинале чемпионок NCAA, а в финале — тайских сборниц. Веснина затем выиграла и турнир смешанных пар, но из альянс с Андреем Кузнецовым в финале с трудом спасся в матче с японцами, отыграв два матчбола.

## Спортивные объекты
- Казанская академия тенниса.

## Медали

### Медалисты

#### Одиночные турниры
| Категория | Золото             | Серебро                    | Бронза                   |
| Мужчины   | Лим Ён Гю (KOR)    | Анцо Ракотондраманга (MAD) | Константин Кравчук (RUS) |
| Мужчины   | Лим Ён Гю (KOR)    | Анцо Ракотондраманга (MAD) | Максим Кинкено (FRA)     |
| Женщины   | Сатиэ Исидзу (JPN) | Сабрина Сантамария (USA)   | Хироко Кувата (JPN)      |
| Женщины   | Сатиэ Исидзу (JPN) | Сабрина Сантамария (USA)   | Катерина Ванькова (CZE)  |

#### Парные турниры
| Категория | Золото                                           | Серебро                                             | Бронза                                           |
| Мужчины   | Ли Синьхань (TPE) Пэн Сяньинь (TPE)              | Виктор Балуда (RUS) Константин Кравчук (RUS)        | Лим Ён Гю (KOR) Нох Сан У (KOR)                  |
| Мужчины   | Ли Синьхань (TPE) Пэн Сяньинь (TPE)              | Виктор Балуда (RUS) Константин Кравчук (RUS)        | Александр Бурый (BLR) Андрей Василевский (BLR)   |
| Женщины   | Анастасия Павлюченкова (RUS) Елена Веснина (RUS) | Ноппаван Летчивакан (THA) Варатчая Вонгтинчай (THA) | Дарья Лебешева (BLR) Полина Пехова (BLR)         |
| Женщины   | Анастасия Павлюченкова (RUS) Елена Веснина (RUS) | Ноппаван Летчивакан (THA) Варатчая Вонгтинчай (THA) | Барбара Собашкевич (POL) Сильвия Загорская (POL) |
| Микст     | Елена Веснина (RUS) Андрей Кузнецов (RUS)        | Хироко Кувата (JPN) Сота Тагава (JPN)               | Лиза Сабино (SUI) Патрик Айхенбергер (SUI)       |
| Микст     | Елена Веснина (RUS) Андрей Кузнецов (RUS)        | Хироко Кувата (JPN) Сота Тагава (JPN)               | Ли Хуачжэнь (TPE) Ли Синьхань (TPE)              |

#### Командные турниры
| Категория | Золото                            | Серебро                                            | Бронза                      |
| Мужчины   | Республика Корея · Лим · Нох · Ли | Китайский Тайбэй Ли · Пэн · Хуан · Ван             | Россия · Кравчук · Балуда   |
| Женщины   | Япония · Исидзу · Кувата · Танака | Россия · Павлюченкова · Веснина · Яшина · Гаспарян | США · Сантамария · Кристиан |

### Общий зачёт
| Общее количество медалей |                  |        |         |        |       |
| Место                    | Страна           | Золото | Серебро | Бронза | Всего |
| 1                        | Россия           | 2      | 2       | 2      | 6     |
| 2                        | Япония           | 2      | 1       | 1      | 4     |
| 3                        | Республика Корея | 2      | 0       | 1      | 3     |
| 4                        | Китайский Тайбэй | 1      | 1       | 1      | 3     |
| 5                        | США              | 0      | 1       | 1      | 2     |
| 6                        | Мадагаскар       | 0      | 1       | 0      | 1     |
| 6                        | Таиланд          | 0      | 1       | 0      | 1     |
| 8                        | Беларусь         | 0      | 0       | 2      | 2     |
| 9                        | Польша           | 0      | 0       | 1      | 1     |
| 9                        | Франция          | 0      | 0       | 1      | 1     |
| 9                        | Чехия            | 0      | 0       | 1      | 1     |
| 9                        | Швейцария        | 0      | 0       | 1      | 1     |
| Всего                    | Всего            | 7      | 7       | 12     | 26    |